# Douglas C-54 Skymaster
Il Douglas C-54 Skymaster era un aereo statunitense da trasporto medio-pesante che venne usato largamente come aereo da trasporto strategico a partire dalla seconda guerra mondiale.
Nel dopoguerra i C-54 posero le basi per lo sviluppo del C-118.

## Storia

### Sviluppo
Il C-54 era frutto dello sviluppo di un velivolo progettato per l'aviazione commerciale, il Douglas DC-4. La necessità di aerei da trasporto determinatasi dopo l'attacco di Pearl Harbor, condussero l'US War Department a requisire i primi 34 velivoli prodotti, mentre per vedere realizzato il proprio ruolo di trasporto civile il DC-4 avrebbe dovuto attendere la fine della guerra.
Il primo C-54 di serie volò per la prima volta il 26 marzo 1942, mentre il primo esemplare della versione C-54A (irrobustita nella struttura e dotata di motori Pratt & Whitney R-2000 più potenti) ebbe il battesimo dell'aria il 14 gennaio 1943.
La cellula del velivolo non subì, durante tutta la produzione, modifiche significative e lo sviluppo procedette con le versioni B e D che vennero realizzate in rapida successione (rispettivamente nel marzo e nell'agosto del 1944): con queste versioni si ebbe dapprima maggior autonomia, grazie all'impiego di serbatoi più grandi, e successivamente maggiore potenza grazie a un'ulteriore nuova versione dei motori.
La medesima successione di migliorie tecniche diede vita alle ultime versioni produttive, la E e la G, mentre nel dopoguerra si ebbe la produzione degli unici esemplari completati direttamente in configurazione "civile".

### Impiego operativo
Impiegati fin dai primi giorni di guerra, i C-54 operarono nelle file dell'Air Transport Command su tutti i fronti del conflitto.
In tutto vennero impiegati oltre 1 100 velivoli: al termine della guerra si sarebbero contati 79 642 voli transoceanici durante i quali, a testimonianza di una robustezza eccezionale, si registrarono solamente 3 incidenti.
La produzione venne destinata prevalentemente all'USAAF, ma tutte le armi aeree statunitensi ebbero modo di utilizzare questo versatile quadrimotore.
Proprio in relazione a queste caratteristiche di robustezza e versatilità, uno dei C-54A, battezzato Sacred Cow (e non ancora noto come Air Force One), divenne il velivolo personale del Presidente degli Stati Uniti, Franklin D. Roosevelt.
Nel corso del conflitto solamente 11 esemplari vennero destinati all'esportazione: furono trasferiti alla RAF ed uno fu impiegato come velivolo personale di Winston Churchill.

Berlinesi osservano l'atterraggio di un C-54 al Berlin Tempelhof Airport nel 1948, durante il blocco della città.

Nel dopoguerra molti dei primi C-54 vennero radiati e trovarono "occupazione" in altre forze aeree, oppure vennero utilizzati nel ruolo originariamente previsto di trasporti civili.
Oltre 300 dei velivoli rimasti nei reparti militari, dal 26 giugno 1948 vennero richiamati, dalle loro basi sparse in tutto il globo, per prendere parte al ponte aereo per Berlino.
La carriera dei C-54 proseguì anche nel corso della guerra di Corea, durante la quale uno di questi quadrimotori rappresentò il primo velivolo distrutto da aerei nemici, incendiato a terra durante un attacco al Kimpo Airport di Seul.
Dopo aver prestato servizio anche come velivolo di supporto per la pattuglia acrobatica Blue Angels, o come ospedali volanti (con la designazione di MC-54M), rimasero in servizio presso le forze armate statunitensi fino alla seconda metà degli anni sessanta e ben oltre tale data presso altre forze aeree minori.

### Incidenti
- Volo Avianca 4: Il Douglas C-54B (convertito a trasporto passeggeri) della Avianca precipitò in mare subito dopo il decollo il 14 gennaio 1966. Nello schianto tutti gli occupanti del velivolo persero la vita.

## Descrizione tecnica

### Struttura

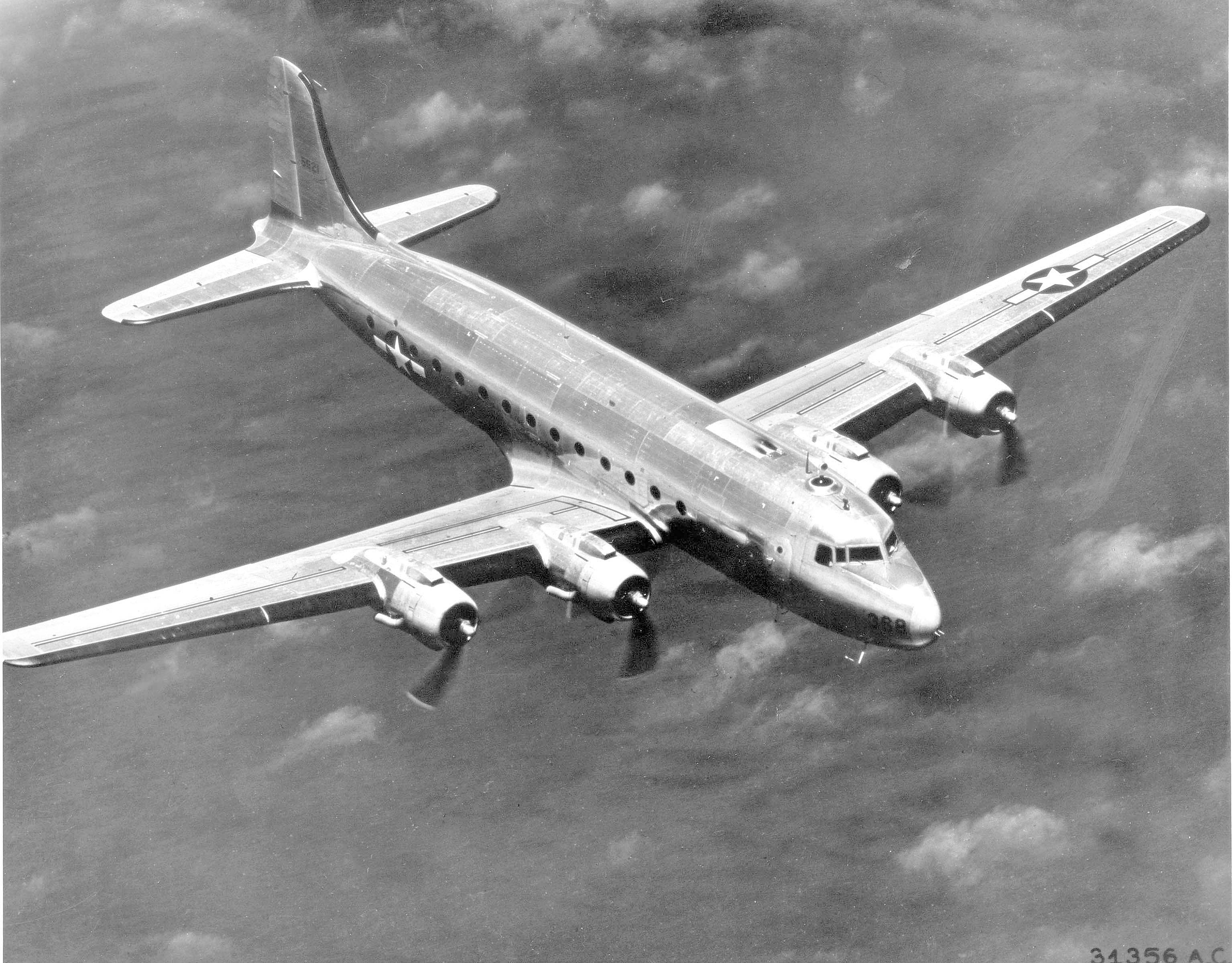
Un C-54G in volo.

Monoplano ad ala bassa, era un quadrimotore con fusoliera a sezione circolare. La struttura era completamente metallica. Le semiali erano costituite da una struttura monolongherone ed erano dotate, sul bordo d'uscita, di alettone (con rivestimento in tela) e ipersostentatore (a fessura singola). Le gondole dei motori erano ancorate alle semiali e la più interna delle due ospitava l'elemento posteriore del carrello d'atterraggio, che era del tipo triciclo anteriore. Il timone era monoderiva e, analogamente agli equilibratori, era rivestito in tela.

### Motore
Lo sviluppo del C-54 avvenne di pari passo con l'evoluzione del propulsore che lo equipaggiò durante tutta la sua vita operativa: il Pratt & Whitney R-2000, un radiale a 14 cilindri, disposti in doppia stella, che azionava un'elica tripala Hamilton Standard, a passo variabile.

## Versioni
| Sigla USAAC/USAF | Sigla USAAC/USAF | Sigla US Navy/USMC | Sigla US Navy/USMC | Descrizione |
| ---------------- | ---------------- | ------------------ | ------------------ | --- |
| Ante 1962        | (Post 1962)      | Ante 1962          | (Post 1962)        | Descrizione |
| C-54             |                  |                    |                    | Versione militare del DC-4A; prodotta a partire dal 1942 in 24 esemplari. |
| C-54A            |                  | R5D-1              | C-54N              | Identico al precedente, ma con motori Pratt & Whitney R-2000-7; 252 velivoli costruiti (di cui 58 trasferiti all'US Navy/Marines).                                                            |
| C-54B            |                  | R5D-2              | C-54P              | Modificato con l'adozione di serbatoi maggiormente capienti; 220 esemplari (di cui 47 all'US Navy/Marines).                                                                                   |
|                  |                  | R5D-2Z             | C-54Q              | Alcuni R5D-2 vennero modificati per il trasporto dello Stato Maggiore (inizialmente identificati come R5D-2F.                                                                                 |
| C-54C            |                  |                    |                    | Realizzato un unico esemplare, impiegato come velivolo presidenziale (battezzato Sacred Cow). Il velivolo viene indicato anche con la sigla VC-54C intesa ad indicare il trasporto di V.I.P.. |
| C-54D            |                  | R5D-3              | RC-54V             | Versione motorizzata con motori Pratt & Whitney R-2000-11; 380 esemplari (di cui 92 all'US Navy/Marines).                                                                                     |
| AC-54D           | EC-54D           |                    |                    | Nel 1960 alcuni C-54D sono stati impiegati in funzione di ponte-radio; nel 1962, a seguito della revisione delle sigle da parte delle autorità statunitensi.                                  |
| SC-54D           | HC-54D           |                    |                    | Nel 1955 38 C-54D vennero modificati, trasformandoli in velivoli da soccorso (cosiddetta SAR).                                                                                                |
| VC-54D           |                  |                    |                    | Un unico esemplare di C-54D, modificato per trasporto V.I.P. |
| C-54E            |                  | R5D-4              | C-54U              | Nuova versione, con serbatoi e capacità di carico maggiorati; 125 velivoli realizzati (di cui 20 all'US Navy/Marines).                                                                        |
|                  |                  | R5D-4R             | C-54R              | Alcuni R5D-4 vennero modificati per l'impiego con l'US Coast Guard. |
| XC-54F           |                  |                    |                    | Progetto per una versione speciale destinata al trasporto truppe. Venne realizzato solamente un simulacro.                                                                                    |
| C-54G            |                  | R5D-5              | C-54S              | Fu l'ultima versione di serie; montava motori Pratt & Whitney R-2000-9; vennero prodotti 162 velivoli (di cui 86 all'US Navy/Marines).                                                        |
|                  |                  | R5D-5R             | C-54T              | Modifica, per l'impiego con l'US Coast Guard, di modelli della serie R5D-5. |
|                  |                  | R5D-5Z             | VC-54S             | Modelli della serie R5D-5 modificati per il trasporto dello Stato Maggiore. |
| VC-54G           |                  |                    |                    | Trasformazione, di alcuni C-54G, in trasporto V.I.P. |
| C-54H            |                  |                    |                    | Versione prevista per il trasporto truppe, ma cancellata nel 1945. |
| C-54J            |                  | R5D-6              |                    | Versione proposta con gli interni uguali alla versione civile; anche questa venne cancellata nel 1945.                                                                                        |
| XC-54K           |                  |                    |                    | Un esemplare (di C-54D) modificato con incremento dell'autonomia operativa. |
| C-54L            |                  |                    |                    | Un esemplare (di C-54A) con nuovo impianto di alimentazione. |
| C-54M            |                  |                    |                    | 38 esemplari modificati per il trasporto di carbone nel corso del ponte aereo di Berlino. |
| MC-54M           |                  |                    |                    | Nel 1951 30 velivoli vennero trasformati in aerei ospedale. |
| JC-54            |                  |                    |                    | A partire dal 1960 alcuni esemplari vennero trasformati al fine di osservare test missilistici e provvedere al recupero delle ogive.                                                          |
| TC-54            |                  |                    |                    | Modifica di alcuni esemplari in addestratori. |
| XC-112           |                  |                    |                    | Versione sperimentale, motorizzata con Pratt & Whitney R-2800; avrebbe dovuto avere la fusoliera pressurizzata, ma rimase allo stato progettuale.                                             |
| XC-112A          |                  |                    |                    | Variante della precedente. Venne realizzato un esemplare dal quale prese origine lo sviluppo della famiglia di velivoli DC-6/C-118 Liftmaster.                                                |
| XC-114           |                  |                    |                    | Versione sperimentale, dotata di motori Allison V-1710. Venne realizzato un solo velivolo. |
| XC-115           |                  |                    |                    | Analoga alla versione precedente, ma avrebbe dovuto montare propulsori Packard V-1650. Non venne realizzata.                                                                                  |
| XC-116           |                  |                    |                    | Un velivolo, analogo all'XC-114, utilizzato per sperimentare nuove tecniche di de-icing. |

## Utilizzatori

### Civili
Canada
- Buffalo Airways

### Militari
Arabia Saudita
- Al-Quwwat al-Jawwiyya al-Sa'udiyya

 Argentina
- Fuerza Aérea Argentina

 Belgio
- Composante air de l'armée belge

 Brasile
- Força Aérea Brasileira

 Canada
- Royal Canadian Air Force

 Colombia
- Fuerza Aérea Colombiana

 Corea del Sud
- Daehan Minguk Gonggun

 Cuba
- Cuerpo de Aviación del Ejército de Cuba

 Danimarca
- Flyvevåbnet; utilizzò 6 C-54D/G, tra il 1959 ed il 1977

 Etiopia
- Imperial Ethiopian Air Force

 Francia
- Armée de l'air

 Honduras
- Fuerza Aérea Hondureña

 Islanda
- Landhelgisgæsla Íslands

 Israele
- Heyl Ha'Avir

 Messico
- Fuerza Aérea Mexicana

 Niger
- Nigerian Air Force

 Perù
- Cuerpo Aeronáutico del Perú

 Portogallo
- Força Aérea Portuguesa

 Regno Unito
- Royal Air Force

 Spagna
- Ejército del Aire

 Stati Uniti
- United States Army Air Corps
- United States Army Air Forces
- United States Air Force
- United States Navy
- United States Marine Corps
- United States Coast Guard

 Sudafrica
- South African Air Force

 Taiwan
- Chung-Hua Min-Kuo K'ung-Chün

 Thailandia
- Kongthap Akat Thai

 Turchia
- Türk Hava Kuvvetleri

2 C-54D in servizio tra il 1959 e il 1973.
 Zimbabwe
- Air Force of Zimbabwe

## Curiosità

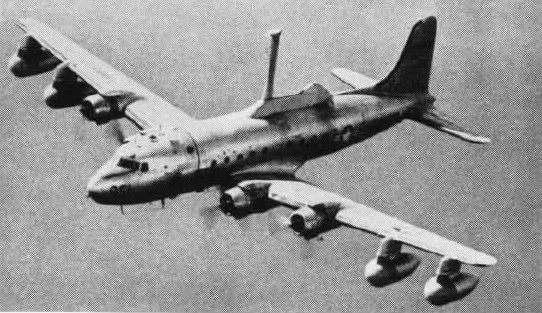
L'esemplare di R5D-2 impiegato per i test presso il Naval Research Laboratory presso la base di Patuxent River.

- Nel corso della loro vita operativa, diversi velivoli vennero trasferiti da un corpo all'altro: uno degli esempi più eclatanti fu quello di un C-54D che venne prima assegnato all'USAAF (matricola 42-72484), trasferito alla RAF (matricola KL978), restituito agli USA ed impiegato dall'U.S. Marine Corps (matricola 92003) ed infine ritornato all'USAAF (dove riprese la matricola originale).
- Il C-54B assegnato a Winston Churchill incorporava numerose modifiche di lusso, tra le quali i sedili della toilette riscaldati elettricamente.
- Un R5D-2 della US Navy venne impiegato a lungo presso la "Naval Air Station Patuxent River" (base di prove e valutazione di sistemi per l'aeronautica della US Navy), dotato di 4 enormi contenitori subalari, muniti di equipaggiamenti radio e radar, e di un'inedita antenna posta sul dorso della fusoliera (lunga 4,27 m e retrattile).

Dati tratti da L'Aviazione.